# Pelicinus saaristoi
Pelicinus saaristoi là một loài nhện trong họ Oonopidae.
Loài này thuộc chi Pelicinus. Pelicinus saaristoi được miêu tả năm 2008 bởi Ott & Harvey.